# Дипкунский сельсовет
Дипку́нский сельсове́т — упразднённое сельское поселение в Тындинском районе Амурской области.
Административный центр — посёлок Дипкун.

## История
Дипкунский сельский Совет народных депутатов был образован на основании решения Амурского облисполкома и решения Зейского райисполкома от 04.04.1977 г. 
3 августа 2005 года в соответствии с Законом Амурской области № 32-ОЗ муниципальное образование наделено статусом сельского поселения.
Упразднено в январе 2021 года в связи с преобразованием муниципального района в муниципальный округ.

## Население
| 2002  | 2010  | 2011  | 2012  | 2013  | 2014  | 2015  |
| ----- | ----- | ----- | ----- | ----- | ----- | ----- |
| 2134  | ↘1907 | ↘1895 | ↘1812 | ↘1748 | ↘1657 | ↘1603 |
| 2016  | 2017  | 2018  | 2019  | 2020  |       |       |
| ↘1529 | ↘1499 | ↘1434 | ↘1365 | ↘1349 |       |       |

## Состав сельского поселения
| № | Населённый пункт | Тип населённого пункта          | Население |
| - | ---------------- | ------------------------------- | --------- |
| 1 | Дипкун           | посёлок, административный центр | ↗1478     |